# Rum (Áustria)
Rum é um município da Áustria, situado no distrito de Innsbruck-Land, no estado do Tirol. Tem 8,55 km² de área e sua população em 2019 foi estimada em 9.239 habitantes.